# 數值天氣預報

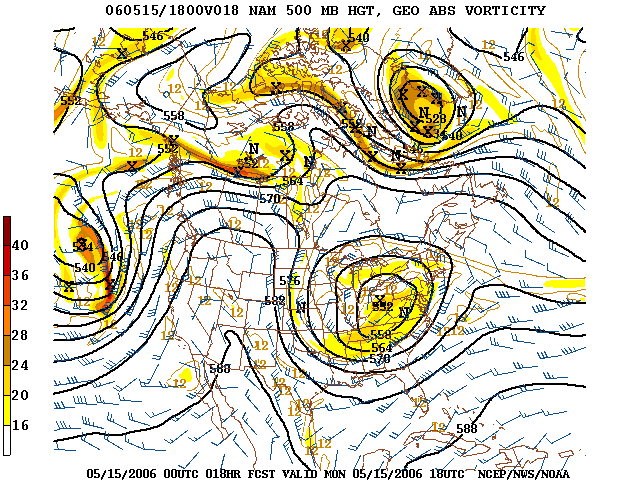
一个根据數值天氣預報模型而作出的预测结果；此图显示500百帕等压面位势高度。

數值天氣預報，或稱數值天氣預測、天气数值预测、數值預報，是一种根据大气的数学模型，包含一連串的偏微分、物理及化學公式，利用当前的氣壓、溫度、風速、濕度作为输入数据而作出天气预报的方式，為現代天气预报之主流。尽管早在1920年代时已有人作出过尝试并取得一定成果，但直到计算机模拟出现之后，数值天气预报才成为一种切实可行的实时天气预报方法。为了得到準確的预测结果，世界多國都使用超级电脑来进行复杂的计算。许多天气预测模型，无论本身是全球性或是区域性的，或多或少都为全球天气预报提供帮助。将这些模型一同使用，能够降低天气预报的不确定性将可预测的时间范围延伸到更远。有些模型會加入植物的水循環及二氧化碳排放過程，或太陽輻射考慮到米蘭科維奇循環，並與海洋模型作結合，等等複雜計算模擬，而成為全球氣候模式。

## 歷史
1904年 挪威氣象學家皮耶克尼斯提出天氣預報的求解方程概念。其提出的診斷方程，包含了七個變數，氣壓、溫度、密度、濕度，以及三個方向的風速，其指出這些方程式是以質量守恆、動量守恆、熱力學第一及第二定律以及理想氣體狀態方程為基礎，即可以估計未來大氣狀態的數值方法。除了熱力學第二定律之外，這些方程式成為了現今天氣模型的原始方程組。
1922年 英國氣象學家路易斯·弗萊·理查德森藉由皮耶克尼斯的原始方程組求近似解。由於當時還沒有電腦的發明，只能人工用紙筆計算這些十分複雜的公式，他預報位於中歐的兩個地點，花了6個星期的計算才完成6小時預報，最終以異常增加145百帕的差距做收。這極大的誤差可能來自於其分析的起始氣壓及風速不平衡所產生的。
1950年 由美國的氣象學家吉爾·喬治·查尼所領導的團隊，使用以正壓渦度方程為基礎的簡化的大氣動力公式，去計算單層500百帕高度的解，其使用電子計算機，花費的24小時的時間，去預報24小時後天氣。當這個消息傳到理查德森的耳裡後，其評論說這是科學上巨大的進步。而查尼團隊也表達希望天氣預報可以因此而成真。
1954年 瑞典氣象與水文研究所的卡爾-古斯塔夫·羅斯貝團隊使用以查尼為基礎的方程式，首次開始例行性的作業預報。
美國也隨後在1955年開始了作業預報。
1956年 湯普森及蓋茲將模型改成垂直兩層，並假設正壓模型會使得熱力風大幅度的改變，使得其方向無法反應高度的改變，因此提出了斜壓方程式以模擬500豪巴及1000豪巴兩層的重力位高度的熱力風。
同年，諾曼·菲利普斯發展了成功模擬實際對流層的月及季的型態的數值模式，成了第一個成功的全球氣候模式。
1990s 開始有集合預報的概念出現，以提供預報的不確定性，幫助人們了解預報未來的多種可能。
2010s 隨著超級電腦計算能力的進步，各作業單位的全球預報模型水平解析度漸漸地步入10公里以內，原本的流體靜力學理論漸漸地無法適用，當模型的水平與垂直運動尺度接近時非靜力平衡效應開始變得重要，各模型開始漸漸為非靜力平衡的動力架構作準備。

## 起始資料
資料蒐集
天氣預報模型，是以觀測為基礎去發現其規律，並結合物理及動力去建立出來的，觀測需要的參數有：溫度、濕度、風速、氣壓、高度，這些觀測來自於許許多多的儀器，從早期的人工觀測到現在有許多無線的自動觀測儀器有：氣象站、氣象雷達、探空氣球、氣象浮標、氣象無人機、氣象衛星等。
將蒐集到的觀測資料與現有的預報資料統合成最佳的結果，使模式有最小的初始誤差當初始場做預報。方法有：集合卡爾曼濾波（EnKF）、三維變分資料同化（3DVAR）、四維變分資料同化（4DVAR）等。

## 物理參數化
由於模式的網格動則數十公里至數百公里，有許多複雜的天氣現象發生在幾公尺的小尺度內，無法被模式所解析，所以以參數作為替代及簡化的方案，來代表這個格點裡的平均變化過程。如積雲成長過程通常發生在一公里解析度以內，當格點中的氣塊開始不穩定及水氣達到飽和時，這個暖濕空氣則會被往上推升。雲物理學中的雲水結冰及融化的過程也使用參數來替代。太陽輻射遇到雲或大氣中懸浮微粒時的反射、折射、散射過程。大氣氣塊碰撞到山脈造成的阻擋阻力係數及重力波拖曳過程。

## 網格
模式不同研發者根據其模式的動力架構會有不同的格點配置，從早期的等經緯網格，由於地球球形的限制，使用等經緯度在兩極格點會過於密集，為了避免不必要的計算，衍生出高斯遞減網格，東西方向的格點數也會隨著緯度增加而遞減。其他還有三角格點、正六邊形的蜂巢式格點、歐洲中期預報中心的正八面體、德國氣象局的正二十面體、加拿大氣象中心的陰陽格點、美國國家海洋暨大氣總署的立方球等。
垂直座標
因應不同用途有許多垂直作標，氣象學中常用等壓座標來做分析，西格瑪氣壓座標為當層的氣壓與地面氣壓取對數，但因為其氣壓面會隨著地形變化，在高層會產生不穩定，隨後衍伸出混和西格瑪氣壓作標（hybrid-sigma P），在平流層的面不會有地形的變化。其他還有廣義座標、對數氣壓座標、等位溫座標。

## 集合預報
由於模式預報的不確定性，當預報一段時間後誤差便會被放大，而發展出多組預報結果取代單一預報，藉由多組不同的預報結果，盡可能的涵蓋預報可能的誤差範圍及機率分佈的狀況。如颱風的集合預報，提供防災人員了解颱風路徑可能的誤差範圍，以提早作出不同方案的應變，避免單一模式的果斷預報。在月與季的長期預報上，可以統計出未來溫度或雨量偏高與偏低的機率。
集合產生的方法有許多種，早期大多使用以不同初始起報時間的時間延遲法，後來衍生出使用多總不同的預報模型，或使用同模型但是不同的物理參數。近期大多使用同模型，並在一樣的初始場上作初始擾動，目前許多作業中心的集合預報模型使用奇異向量擾動，使用奇異值分解計算成長最快的擾動解，這個解加入初始場後，可以以最小的初始擾動，在預報後創造出成長快速的擾動。
也有在模型每次積分的趨勢項作隨機擾動，大致上的目標都是將各組預報結果盡可能的涵蓋模型可能的誤差範圍。

## 延伸閱讀
- Beniston, Martin. From Turbulence to Climate: Numerical Investigations of the Atmosphere with a Hierarchy of Models. Berlin: Springer, 1998.
- Kalnay, Eugenia. Atmospheric Modeling, Data Assimilation and Predictability. Cambridge University Press, 2003.
- Thompson, Philip. Numerical Weather Analysis and Prediction. New York: The Macmillan Company, 1961.
- Pielke, Roger A. Mesoscale Meteorological Modeling. Orlando: Academic Press, Inc., 1984.
- U.S. Department of Commerce, National Oceanic and Atmospheric Administration, National Weather Service. National Weather Service Handbook No. 1 - Facsimile Products. Washington, DC: Department of Commerce, 1979.

## 外部連結
- Description of models used in the United States circa 1995 （页面存档备份，存于）
- NOAA Supercomputers （页面存档备份，存于）
- Air Resources Laboratory （页面存档备份，存于）
- Fleet Numerical Meteorology and Oceanography Center
- European Centre for Medium-Range Weather Forecasts （页面存档备份，存于）
- University of Reading Department of Meteorology[]
- WRF Source Codes and Graphics Software Download Page
- RAMS source code available under the GNU General Public License
- MM5 Source Code download
- The source code of ARPS （页面存档备份，存于）